# Гитлер, Ангела
Ангела Франциска Иоганна Хаммич (нем. Angela Franziska Johanna Hammitzsch) 28 июля 1883, Браунау-ам-Инн — 30 октября 1949, Ганновер), урождённая Ангела Гитлер (нем. Angela Hitler), по первому мужу (1903 — 1936) — Раубаль (нем. Raubal) — старшая неполнородная (единокровная) сестра Адольфа Гитлера.

## Биография
Ангела Гитлер родилась в Браунау-на-Инне, Австрия, вторым ребёнком у отца Гитлера и его второй жены Франциски Матцельсбергер. Её мать умерла на следующий год. Она и её брат Алоис Гитлер-младший были воспитаны отцом и его третьей женой Кларой, матерью Адольфа Гитлера. Её неполнородный (единокровный) брат Адольф Гитлер родился через шесть лет после неё, и они были очень близки.
Ангела после смерти отца (1903) и её мачехи (1907) получила небольшое наследство. 14 сентября 1903 она вышла замуж за Лео Раубаля (нем. Leo Raubal, 11 июня 1879 — 10 августа 1910), младшего налогового инспектора. От него она родила сына Лео 2 октября 1906 года. 4 июня 1908 года Ангела родила дочь Гели, а в 1910 году вторую дочь Эльфриду (Эльфрида Мария Хохеггер, нем. Hochegger, 10 января 1910 — 24 сентября 1993).
Впоследствии Ангела переехала в Вену и после Первой мировой войны стала менеджером Mensa Академии иудаики[уточнить], пансионат для еврейских студентов.
Ангела в течение десяти лет ничего не знала об Адольфе, до установления им контакта с ней в 1919 году. С 1923 года вела домашнее хозяйство у Гитлера, когда он стал опекуном её детей. Ангела с детьми навещала брата в тюрьме Ландсберг. В 1928 году она и её младшая дочь Эльфрида переехали в Бергхоф, где Ангела стала его экономкой; дочь Гели жила в пансионе при Мюнхенском университете, а после того, как бросила учёбу, переехала на квартиру к Гитлеру.
Один из соперников Гитлера в нацистской партии, Отто Штрассер, прибегая в своей полемике к грязным приёмам, утверждал, что нацистский диктатор «вынуждал свою племянницу Гели Раубаль мочиться и испражняться на него». Гели совершила самоубийство 18 сентября 1931 года, в возрасте 23 лет, следствием чего у Гитлера была сильнейшая депрессия, он хотел покончить с собой, удалился от своего окружения, мучился угрызениями совести. После её смерти Гитлер стал вегетарианцем, и никогда больше не ел мясо и блюда, приготовленные с животным жиром.
Между тем, Ангела решительно не одобряла отношения Гитлера с Евой Браун и она в конце концов покинула Берхтесгаден и переехала в Дрезден, после того, как в 1935 году брат дал ей 24 часа, чтобы упаковать чемоданы. Он обвинил её в том, что она помогала Герингу приобрести участок земли в Берхтесгадене напротив его участка. По мнению других, причиной этого разрыва стали отношения брата с Евой Браун, которая с 1935 года стала часто бывать в Бергхофе. Гитлер разорвал отношения с Ангелой и даже не приехал на её вторую свадьбу. 20 января 1936 года она вышла замуж за немецкого архитектора Мартина Хаммича (нем. Martin Hammitzsch, 22 мая 1878 — 12 мая 1945), директора Государственной школы строительства в Дрездене.
В дальнейшем Гитлер восстановил контакт с ней в 1942 году, во время Второй мировой войны, и Ангела была его посредником с остальными членами семьи, с которыми он не хотел иметь контакт. В 1941 году она продала свои мемуары о Гитлере.
Весной 1945 года — после разрушения Дрездена массированной воздушной атакой — Гитлер перевёз Ангелу в Берхтесгаден, чтобы не допустить её захвата советскими войсками. Кроме того, он выделил ей и второй сестре Пауле по 100 тыс. рейхсмарок. В своем завещании Адольф Гитлер гарантировал Ангеле пенсию 1000 рейхсмарок ежемесячно. Она отзывалась о брате очень высоко даже после войны и заявила, что ни брат её, ни она сама не знали ничего о Холокосте. Она заявила, что, если Адольф знал бы, что происходит в нацистских концентрационных лагерях, он бы остановил это.
Ангела умерла от инсульта 30 октября 1949 года.

### Дети

##### Лео
Сын Лео (2 октября 1906 — 18 августа 1977). Любимый племянник Адольфа Гитлера. Когда Лео (лейтенант-сапёр) во время Сталинградской битвы был ранен и попал в плен, Гитлер вопреки своим правилам, готов был обменять его на сына Сталина — Якова. Сталин не согласился. Лео находился в московской тюрьме до 28 сентября 1955 года. После вернулся в Австрию. Он жил и работал в Линце, как учитель химии. Умер во время отпуска в Испании. Похоронен в Линце. В 1931 году родился сын — Петер, который до пенсии работал инженером.

##### Гели
Дочь Гели (4 июня 1908 — 18 сентября 1931). С 1927 года училась медицине в Мюнхенском университете, имела отношения с другом Гитлера Эмилем Морисом.

##### Эльфрида
Дочь Эльфрида Мария (10 января 1910 — 24 сентября 1993), в замужестве Эльфрида Мария Хохеггер. Эльфрида вышла замуж за немецкого юриста д-ра Эрнста Хохеггера 27 июня 1937 года в Дюссельдорфе и родила дочь Ангелу и сына Хайнера (род. в январе 1945 года).

## Фильмография
- В 1982 во французской комедии «Ас из асов» Ангела Гитлер изображается как экономка Гитлера.
- В 2003 году в сериале «Hitler: The Rise of Evil» её играет актриса Джули-Энн Хассетт.